# Fene
Fene est une commune de la province de La Corogne en Espagne située dans la communauté autonome de Galice. La commune est rattachée à la comarque de Ferrol